# .бг
A .бг (Punycode: .xn--90ae) Bulgária tervezett, nemzeti karakterekkel (cirill írással) regisztrált internetes legfelső szintű tartománykódja.
2007. október 24-én jelentette be az UNINET nevű bolgár szervezet, hogy kérvényt fognak benyújtani a .бг TLD létrehozására.
2008. június 23-án a bolgár kormány hivatalosan is bejelentette igényét a legfelső szintű tartományra, a bolgár állami informatikai ügynökség vezetőjétől Paul Twomey-nek, az ICANN vezetőjének írott levélben, az Internet Society - Bulgaria szervezettel folytatott, több miniszter közreműködésével folyó több hónapos egyeztetéseket követően. Az ICANN 2009. október 30-án hagyta jóvá a nemzeti karakterekkel írott doménnevek használatát.
2010 májusában az ICANN elutasította a tervezett .бг domént, a Brazília által használt .br ccTLD-vel való túlzott hasonlóságra hivatkozva.
Bulgária latin írással regisztrált TLD-je a .bg.